# تکنیکس
تکنیکس (انگلیسی: Technics) شرکت الکترونیک ژاپنی است، که در سال ۱۹۶۵ تاسیس شد.